# Vanskabning
En vanskabning er en ældre beskrivende betegnelse for et dyr eller menneske, der er født med synligt fysisk handicap. 
I overført betydning anvendes ordet i nedsættende betydning om nye tiltag, der ikke virker efter hensigten.
I dag betragtes betegnelsen vanskabt som et nedladende udtryk, hvis det bruges om mennesker.